# Pachymetopon blochii
Pachymetopon blochii es una especie de peces de la familia Sparidae en el orden de los Perciformes.

## Morfología
Los machos pueden llegar alcanzar los 46 cm de longitud total y los 1.700 g de peso.

## Distribución geográfica
Se encuentra en las  costas del sureste del  Atlántico: desde Angola hasta la costa oeste de Sudáfrica.